# Sveriges Kyrkosångsförbund
Kyrkosångsförbundet i Svenska kyrkan (tidigare Sveriges kyrkosångsförbund) är ett av Sveriges största körförbund, med över 70 000 medlemmar i 22 delförbund. Förbundet är en självständig organisation inom Svenska kyrkan och har organiserat kyrkokörer sedan starten den 27 januari 1925.
Kyrkosångsförbundet bedriver kursverksamhet för både korister och körledare och initierar även nyskriven körmusik med tonsättaruppdrag. Förbundet anordnar regelbundet så kallade körfester (en äldre benämning var kyrkosångsfest) - Riksfest Unga Röster (RUR), Ungdomskörfest (UKF) samt Vuxenkörfest (VKF).
Inför förbundets 100-årsjubileum bytte Kyrkosångsförbundet namn från Sveriges kyrkosångsförbund till Kyrkosångsförbundet i Svenska kyrkan, för att tydligare påvisa förbundets verkan inom Svenska kyrkan.

## Historik
Sveriges Kyrkosångsförbund bildades den 27 januari 1925 i Sankta Klaras församlingssal, Stockholm. Initiativtagaren till bildandet av förbundet var Gustaf Lindberg.

## Delförbund
- Uppsala stifts kyrkosångsförbund
- Linköpings stifts kyrkosångsförbund
- Skara stifts kyrkosångsförbund
- Sjuhäradsbygdens kyrkosångsförbund
- Strängnäs stifts kyrkosångsförbund
- Västerås stifts kyrkosångsförbund
- Växjö stifts kyrkosångsförbund
- Kyrkosångsförbundet i Lunds stift
- Hallands kyrkosångsförbund
- Göteborgs stifts norra kyrkosångsförbund
- Karlstads stifts kyrkosångsförbund
- Kyrkosångsförbundet Jämtland/Härjedalen
- Västernorrlands kyrkosångsförbund
- Luleå stifts södra kyrkosångsförbund
- Luleå stifts norra kyrkosångsförund
- Gotlands körförbund
- Stockholms stifts kyrkosångsförbund
- Svenskakyrkans gosskörförening
- Laurentius Petri Sällskapet för svenskt gudstjänstliv
- Svenska schützsällskapet
- Psalto - kristna dansgemenskapen i Sverige
- Kyrkosångens vänner i Göteborgs stift

## Körfester

### Vuxenkörfester
- 1927: Linköping
- 1930: Örebro
- 1933: Uppsala
- 1936: Västerås
- 1941: Stockholm
- 1944: Borås
- 1947: Östersund
- 1950: Lund, Uppsala
- 1953: Göteborg
- 1956: Visby
- 1957: Skellefteå
- 1959: Sundsvall
- 1960: Helsingborg
- 1963: Umeå, Linköping
- 1966: Malmö, Västerås
- 1969: Växjö, Örebro, Skellefteå
- 1972: Kristianstad, Visby, Luleå
- 1975: Karlstad, Sundsvall, Skara, Kalmar
- 1978: Uddevalla, Stockholm, Östersund
- 1981: Falun, Kiruna
- 1985: Uppsala
- 1988: Jönköping, Östersund
- 1991: Stora Tuna, Luleå, Göteborg
- 1994: Skellefteå, Örebro, Lund
- 1997: Kalmar, Sunne, Sundsvall
- 2000: Uppsala, Göteborg
- 2003: Skara, Umeå, Visby
- 2006: Järvsö, Karlskrona, Strängnäs
- 2009: Lysekil, Tallinn, Sunne
- 2012: Kristianstad, Vadstena, Skellefteå
- 2015: Borås, Örnsköldsvik
- 2018: Östersund, Västerås
- 2023: Halmstad, Umeå

### Ungdomskörfester
- 2005: Linköping
- 2006: Örebro
- 2007: Västerås
- 2008: Sundsvall
- 2009: Stockholm
- 2010: Linköping
- 2011: Falun
- 2012: Luleå
- 2013: Frustuna
- 2014: Malmö
- 2015: Umeå
- 2016: Växjö
- 2017: Örebro
- 2018: Skara
- 2019: Åhus
- 2022: Jönköping
- 2023: Sundsvall
- 2024: Varberg

### Riksfest Unga Röster
Från 2011 till 2017 var namnet festen Riksfest för unga röster. Därefter gick RUR under namnet Barnkörfest, för att inför 2025 års fest åter byta tillbaka till Riksfest unga röster.

- 2011: Täby
- 2012: Skara
- 2013: Åhus
- 2014: Kristinehamn
- 2015: Umeå
- 2016: Bromma
- 2017: Sundsvall
- 2018: Skara
- 2019: Åmål
- 2022: Linköping
- 2025: Jönköping

## Förbundsordförande
- Åsa Nyström

## Styrelse

### Ordförande
- 1925–1926 Gustaf Lizell[2]
- 1926–1927 Gustaf Lindberg[2]
- 1927–1938 Martin Allard[2]
- 1944–1951 Bengt Jonzon

### Ledamöter
Förbundsstyrelsens ledamöter väljs under ett tvåårsspann vid förbundets nationella konferens.
- 2023-2025: Peter Lundborg, styrelseordförande
- 2023-2025: Per Larsson, vice styrelseordförande
- 2023-2025: Sven Milltoft
- 2023–2025: Felicia Glimmergård
- 2023–2025: Ann-Sofie Griebel
- 2023–2025: Anna Kjellin
- 2023–2025: Jonas Östlund
- 2023–2025: Lars Lind
- 2023-2025: Erik Tibell
- 2023-2025: Edward Eklöf

## Guldmedaljen Musica Sacra
- 1946: Martin Allard, Paul Nilsson, Ivar Widéen
- 1947: Harald Colldén, Uno Ebrelius, David Åhlén
- 1949: Gustaf Aulén, Herman Lindqvist, Viktor Lundquist
- 1950: Hjalmar Hagström, Anders Nygren
- 1956: Sten Carlsson
- 1959: John Hult, Henry Weman
- 1964: Alvar Johnsson, Waldemar Åhlén
- 1965: Gottfrid Berg
- 1966: Gunnar Thyrestam
- 1972: Helge Ljungberg
- 1973: Birger Börjesson
- 1975: Olle Ljungdahl, Hagbert Meuller, Henrik Jansson
- 1985: Gudrun Zethelius, Lars Hartman
- 1991: Bertil Gärtner, Yngve Sirén
- 1997: Rolf Larsson, Hans Kyhle, Gunnar Weman
- 2000: Kjell Bengtsson
- 2001: Sven Wessman
- 2005: Lars-Göran Lönnermark
- 2009: Karl-Göran Linzander
- 2012: Erik Svensson
- 2016: Ragnar Holte
- 2023: Anki Lindström-Larsson, Jan Rudérus

### Fotnoter
1. ↑  ”Om Sveriges kyrkosångsförbund”. Sveriges kyrkosångsförbund. Arkiverad från originalet den 3 januari 2017. https://web.archive.org/web/20170103004241/http://www.sjungikyrkan.nu/vad-ar-vi/om-sveriges-kyrkosangsforbund/. Läst 2 januari 2017.
2. 1 2 3 4  Ernst Andrén, Carl Ljungdahl, David Åhlén, Sten Carlsson, Henry Weman, Jan Håkan Åberg (1951). ”Kyrkosångsrörelsen”. i David Åhlén, Ernst Andrén, Sten Carlsson. Sveriges allmänna organist- och kantorsförening. Uppsala: Almqvist & Wiksell. Libris 1467762. Läst 19 januari 2022
3. ↑  ”Sveriges Kyrkosångsförbund”. sjungikyrkan.nu. https://sjungikyrkan.nu/vad-ar-vi/stadgar/. Läst 15 oktober 2024.